# NGC 1579
NGC 1579 (другое обозначение — LBN 766) — диффузная туманность в созвездии Персей.
Этот объект входит в число перечисленных в оригинальной редакции «Нового общего каталога».
Туманность находится в 20′′ от звезды, которая связана с ней. На фотографиях 2MASS объект выглядит как область H II, связанная с молодым звёздным скоплением. NGC 1579 иногда называется отражательной туманностью, возможно, из-за связи с туманностью Калифорния.